# Potezanje konopa na Olimpijskim igrama
Potezanje konopa na Olimpijskim igrama je bilo u službenom programu Igara u pet izdanja, u periodu od 1900. do 1920. godine. Prvih godina bio je dozvoljen nastup kombiniranih momčadi iz više zemalja, te više momčadi iz iste zemlje.

## Osvajači odličja na OI u potezanju konopa
| Olimpijske igre | Zlato                        | Srebro                                    | Bronca                                    |
| --------------- | ---------------------------- | ----------------------------------------- | ----------------------------------------- |
| Antwerpen 1920. | Ujedinjeno Kraljevstvo       | Nizozemska                                | Belgija                                   |
| Stockholm 1912. | Švedska                      | Ujedinjeno Kraljevstvo                    | -                                         |
| London 1908.    | City of London Police, UK    | Liverpool Police, UK                      | Metropolitan Police "K" Division, UK      |
| St.Louis 1904.  | Milwaukee Athletic Club, SAD | St. Louis Southwest Turnverein No. 1, SAD | St. Louis Southwest Turnverein No. 2, SAD |
| Pariz 1900.     | Švedska/Danska               | Francuska                                 | SAD                                       |